# The Barefoot Rock and You Got Me
The Barefoot Rock and You Got Me (Blues Consolidated) — спільна збірка пісень американських блюзових музикантів Літтла Джуніора Паркера і Боббі Блу Бленда, випущена в 1958 році лейблом Duke.

## Опис
Цей альбом полідений між Боббі Блу Блендом та його партнером по гастролям Літтлом Джуніором Паркером; обидва музиканти працювали разом на лейблі Duke. Містить найвідоміші записи 1950-х років обох х'юстонських артистів; сторона А включає шість пісень Паркера (включаючи хіти «Next Time You See Me» і «That's All Right», кавер-версія Джиммі Роджерса), а сторна Б — шість Бленда (включаючи хіт «Farther Up the Road» 1957 року, який посів 1-е місце в ритм-енд-блюзовому чарті).
Альбом був перевиданий під назвою Blues Consolidated.

## Список композицій
1. Літтл Джуніор Паркер: «Next Time You See Me» (Білл Гарві, Ерл Форрест) — 2:39
2. Літтл Джуніор Паркер: «Mother-In-Law Blues» (Дон Робі) — 2:30
3. Літтл Джуніор Паркер: «Barefoot Rock» (Бад Гарпер, Джозеф Скотт) — 2:41
4. Літтл Джуніор Паркер: «That's All Right» (Джиммі Роджерс) — 2:54
5. Літтл Джуніор Паркер: «Wondering» (Дон Робі, Джозеф Скотт)  — 2:26
6. Літтл Джуніор Паркер: «Sitting and Thinking» (Дон Робі, Джозеф Скотт) — 2:41
7. Боббі Блу Бленд: «It's My Life, Baby» (Дон Робі) — 2:40
8. Боббі Блу Бленд: «I Smell Trouble» (Дон Робі) — 2:31
9. Боббі Блу Бленд: «Farther Up the Road» (Дон Робі, Джо Вісі) — 2:55
10. Боббі Блу Бленд: «Sometime Tomorrow» (Бад Гарпер, Джозеф Скотт) — 2:24
11. Боббі Блу Бленд: «You Got Me (Where You Want Me)» (Дон Робі) — 2:25
12. Боббі Блу Бленд: «Loan a Helping Hand» (Дон Робі, Джозеф Скотт) — 2:22

## Учасники запису
- Літтл Джуніор Паркер — вокал, губна гармоніка
- Боббі Блу Бленд — вокал

Технічний персонал
- Дзондіра Лайсак — текст